# Stillahavsansjovis
Stillahavsansjovis (Engraulis mordax) är en fiskart som beskrevs av Girard, 1854. Stillahavsansjovis ingår i släktet Engraulis och familjen Engraulidae. IUCN kategoriserar arten globalt som livskraftig. Inga underarter finns listade i Catalogue of Life.